# Vienna (Virginie-Occidentale)
Pour les articles homonymes, voir Vienna.
La ville de Vienna est située dans le comté de Wood, dans l’État de Virginie-Occidentale, aux États-Unis. Sa population s’élevait à 10 749 habitants lors du recensement de 2010, estimée à 10 230 habitants en 2018.

## Démographie
Selon l'American Community Survey, pour la période 2011-2015, 96,84 % de la population âgée de plus de 5 ans déclare parler l'anglais à la maison, 0,68 % déclare parler le coréen, 0,58 % l'espagnol et 1,91 % une autre langue.